# Frode Holstad Hansen
Frode Holstad Hansen (Fredrikstad, 10 agosto 1961) è un allenatore di calcio ed ex calciatore norvegese, di ruolo portiere.

## Carriera

### Giocatore

#### Club
Holstad Hansen arrivò al Fredrikstad dal Gresvik, per farvi ritorno nel 1978. All'età di 18 anni, diventò il portiere titolare del Fredrikstad. Sostenne un provino per il Manchester United, che gli offrì un contratto; il norvegese rifiutò però la proposta e tornò al Fredrikstad. Ebbe poi dei problemi con l'allenatore Tony Knapp, non giocando alcuna partita del campionato 1983, fino all'ultima giornata: giocò infatti un quarto d'ora come ala sinistra, contro il Kopervik. L'anno successivo, passò allora allo Start. In questa stagione, fu decisivo proprio contro il suo Fredrikstad: fu titolare nel successo per 2-1 contro l'ex squadra, costringendo il club alla retrocessione. Passò poi al Vigør e al Gresvik, prima di tornare al Fredrikstad e chiudere la carriera.

#### Nazionale
Conta 3 presenze per la Norvegia. Esordì il 12 agosto 1981, nel pareggio per 2-2 contro la Nigeria. Fu il primo calciatore del Fredrikstad a giocare in Nazionale dal 1972.

### Allenatore
Nel campionato 1992, il Fredrikstad retrocesse per la prima volta nella sua storia nella 2. divisjon. Per Egil Ahlsen e Frode Holstad Hansen furono scelti come nuovi allenatori, ma non riuscirono a centrare la promozione. Holstad Hansen allenò anche lo Østsiden.